# Гуэн, Феликс
Феликс Жан Гуэн (фр. Félix Jean Gouin; 4 октября 1884[…], Пейпен — 25 октября 1977[…], Ницца) — французский политик и государственный деятель, премьер-министр Франции в течение пяти месяцев (26 января — 24 июня 1946). Почётный член Национального собрания Франции.

## Биография
Феликс Гуэн окончил среднюю школу в Марселе, затем изучал право в Экс-ан-Провансе.
С 1907 года занимался адвокатской практикой в Марселе, а с 1914 года, после начала Первой мировой войны поступил на военную службу в вооружённые силы Франции.
В 1923 году Феликс Гуэн был избран мэром города Истр.
В молодости вступил в Социалистическую партию и в 1924 году стал депутатом французского парламента от департамента Экс-ан-Прованс.
Стал соратником и помощником Леона Блюма и с 1937 года исполнял обязанности вице-председателя Группы социалистов.
После вторжения вермахта Феликс Гуэн был в числе восьмидесяти депутатов, 10 июля 1940 года голосовавших против предоставления Анри Филиппу Петену чрезвычайных полномочий. Петен, получив полномочия, ликвидировал Третью республику и установил коллаборационистское государство. Гуэн неизменно выступал против режима Анри Филиппа Петена.
Гуэн был одним из трёх адвокатов, защищавших Леона Блюма на Риомском процессе, инициированном Петеном против своих политических противников.
Летом 1942 года, чтобы избежать фашистских репрессий, вынужденно бежал через Испанию в Англию, где присоединился к Шарлю де Голлю. Феликс Гуэн возглавил парламентскую группу Франции в Лондоне, а после высадки войск союзников в Северной Африке был избран президентом Консультативной временной ассамблеи в Алжире. В 1944 году КВА переехала в Париж, и Гуэн по прежнему был её главой.
После выборов в октябре 1945 года, Феликс Гуэн избран президентом Национально-конституционной ассамблеи.
С января по июнь 1946 года он был председателем коалиционного Временного правительства Франции, включавшего три ведущие антифашистские партии (СФИО, ФКП, НРП), и также зарезервировал себе портфель министерства обороны. Его правительство проголосовало за национализацию электроэнергии и газа, не национализированных в 1944 году угольных месторождений и 34 страховых компаний. После отставки до декабря 1946 года оставался в составе правительства в должности заместителя премьер-министра Жоржа Бидо.
В 1947 году, в кабинете Поля Рамадье получил портфель государственного министра. Его имя оказалось замешано в «винном скандале», и впредь он не занимал руководящих постов.
В 1956 году Феликс Гуэн участвовал в качестве члена французской делегации на 11-й Сессии Генеральной Ассамблеи Организации Объединённых Наций в городе Нью-Йорке (США).
Феликс Гуэн закончил свою политическую карьеру в 1958 году, когда проголосовал против на конституционном референдуме (в оппозиции к большинству СФИО) и разом отказался от всех своих мандатов. 
Скончался Гуэн 25 октября 1977 года в городе Ницце.
Его заслуги перед отечеством были отмечены орденом Почётного легиона.